# Нищенка (нижний приток Велинки)
Нищенка — река в Московской области России, нижний правый приток Велинки.
Протекает в восточном направлении по территории Раменского городского округа, последний километр течения — вдоль границы с городским округом Бронницы. Длина — 17 км (по другим данным — 12 км), площадь водосборного бассейна — 77,1 км².
Берёт начало западнее деревни Рогачёво, впадает в Велинку в 4 км от её устья, напротив деревень Верхнее Велино и Нижнее Велино, у автодороги М5. Три километра верхнего течения реки проходят через лесной массив, остальная часть долины — поля.
Питание в основном происходит за счёт талых снеговых вод. Замерзает обычно в середине ноября, вскрывается в середине апреля:7—8.
На реке расположены населённые пункты Рогачёво, Салтыково, Василево, Вишняково, Дор, Кочина Гора и Сельцо.